# Arte da Assíria
No início da sua história, os assírios parecem ter sido dominados pelas civilizações mais poderosas da Babilônia e da Suméria. O império alcançou seu apogeu no governo de Senaqueribe (705-681 a.C.), que reconstruiu a antiga Nínive, trazendo água das montanhas para dentro da cidade através de um elaborado sistema de canais, e criando uma rede de ruas e praças. As escavações arqueológicas comprovam que as construções eram grandiosas e fartamente adornadas com pinturas e esculturas.
Apenas fragmentos das pinturas foram preservados, mas uma considerável quantidade de esculturas sobrevive. Os assírios foram um povo guerreiro e na arte se dedicaram a glorificar seus reis e exércitos; o tipo de trabalho mais característico era uma seqüência de painéis de pedra esculpidos com baixos-relevos representando cenas militares ou de caça. Este tipo de relevo narrativo, disposto em torno de salões governamentais ou pátios, é uma invenção assíria e constitui sua maior contribuição para o mundo da arte.
A outra forma específica de escultura assíria era o Lamassu, um colossal animal alado, com cabeça humana, utilizado aos pares para flanquear a entrada de palácios. A civilização assíria sucumbiu quando sua capital, Nínive, foi capturada pelos babilônios em meados de 612 a.C.